# Phase-change memory
Phase-change memory, kallas även för PCM, PRAM, PCRAM, Ovonic Unified Memory, Chalcogenide RAM och C-RAM, och är en datorminnestyp som använder sig av mineralglas för permanent lagring av information. PCM använder sig av kalkogenglasets unika egenskaper, som kan smältas till olika strukturer, kristallin och amorf struktur med hjälp av värme. PCM är en av flera datalagringstyper som försöker utmana befintliga tekniker för icke-flyktiga datorminnen, exempelvis det idag nästintill universella flashminnet. 
Denna typ av minne förväntas vara effektivt att tillverka och utrymmessnålt, vilket ger billiga minnen. Precis som flashminnet så behåller det data även vid strömbortfall. Det uppges också vara lika snabbt som vanligt DRAM-baserat arbetsminne, delvis beroende på att det till skillnad från flash inte kräver radering av minnesblock innan ny data kan skrivas.

## Tillämpad teknik
PCM skiljer sig grundläggande från RAM som lagrar data med hjälp av elektroner, istället lagras informationen fysiskt med hjälp av materialets struktur och placering av atomer. Med denna teknik är det möjligt att konstruera väldigt kompakta minnesceller, samtidigt som de är mycket stabila. Informationen lagras med hjälp av materialets struktur, där den kristallina strukturen motsvarar en digital bit med värdet 1 och amorf struktur motsvarar värdet 0. Skillnaden mellan dessa system är att den kristallina strukturen leder ström, vilket den amorfa inte gör. För att materialet ska skifta struktur måste det värmas upp till 600–700 grader celsius.

## Bakgrund
Stanford R. Ovshinsky, en av grundarna för Energy Conversion Devices var en av de första att utforska egenskaperna av kalkogenglaserna som en potentiell datalagringstyp.

## Tidslinje
- 1966 September: Stanford R. Ovshinsky registrerar första patentet för phase change teknologi.
- 2006 December: IBM Research Labs demonstrerade en prototyp med storleken 3 gånger 20 nanometer.[3]
- 2007 April: Intels teknologiansvarige Justin Rattner redo för deras första allmänna demonstration av företagets PRAM (phase-change RAM) teknologi.[4]
- 2009 Oktober: Intel och Numonyx meddelar att de har lyckats tillverka minneskretsar i flera lager.[1]
- 2009 December: Numonyx presenterar 1Gb 45 nm produkt[5]
- 2010 April: Numonyx släpper PCM på marknaden.[6]
- 2010 April:  Samsung släpper ett 512 Mbit PCM på 65 nm.[7]